# Vaterland – Tajemnica III Rzeszy
Vaterland – Tajemnica III Rzeszy (ang. Fatherland) – amerykański film telewizyjny nakręcony w 1994 r. na podstawie powieści Vaterland napisanej w 1992 r. przez Roberta Harrisa.
Plan zdjęciowy zlokalizowano głównie w Pradze. Budynek w którym znajduje się filmowa główna kwatera SS, to w rzeczywistości siedziba Radia Wolna Europa/Radia Wolność. Po drugiej stronie ulicy, podczas II wojny światowej mieściła się kwatera Gestapo, sprawującego pieczę nad Protektoratem Czech i Moraw. Albert Speer to prawdziwa postać; masywne budynki powojennego Berlina, które widzimy w filmie stworzono na podstawie jego planów. Także wspominany Joseph P. Kennedy Sr. to postać prawdziwa.

## Fabuła
Film ukazuje alternatywną wersję historii – Hitler zwyciężył w Europie, pokonał Imperium Brytyjskie zrzucając na Londyn dwie bomby atomowe. Stany Zjednoczone po porażce w Normandii wycofały się z konfliktu w Europie i w ramach odwetu za Pearl Harbor zrzucają latem 1945 r. bombę atomową na Japonię. Upokorzony generał Dwight Eisenhower po powrocie do USA przechodzi na emeryturę. W 1947 r. król Edward VIII Windsor i królowa Wallis Simpson zasiadają na brytyjskim tronie na wygnaniu, a premier Churchill umiera na wygnaniu w Kanadzie w maju 1953 r. Jedynie na wschodzie Rosjanie prowadzą walki partyzanckie. Świat powoli odradza się z wojennego koszmaru. Pod koniec lat 50. Adolf Hitler zdołał stworzyć iluzję cywilizowanego kraju, jednak w dalszym ciągu istniała bariera – przepływ informacji znajdował się pod ścisłą kontrolą. Jest rok 1964, w Berlinie – stolicy superimperium Germanii trwają przygotowania do 75. rocznicy urodzin führera; na uroczystości zaproszony zostaje nowo wybrany prezydent USA – Joseph P. Kennedy Senior, w którym Hitler widzi szansę na odbudowę stosunków dyplomatycznych i stworzenie sojuszu przeciwko wciąż wojującym Rosjanom. Dziennikarze z całego świata również zostali zaproszeni, by relacjonować to zdarzenie, a także przekazać ludziom obraz „ludzkiej” Germanii. W jednej z grup reporterów znajduje się Charlie Maguire, która zostaje przypadkiem wplątana w intrygę zabójstw politycznych mogących zachwiać planami führera. Wraz z poznanym SS-Sturmbannführerem Xavierem Märzem, próbuje rozwikłać tytułową tajemnicę III Rzeszy.

## Postacie

### Fikcyjne
- Miranda Richardson jako Charlotte „Charlie” Maguire, amerykańska dziennikarka niemieckiego pochodzenia, która przybyła do Berlina na uroczystości urodzin Hitlera. Jej ojcem był pracujący w przedwojennych Niemczech dyplomata Paul Maguire
- Rutger Hauer jako SS-Sturmbannführer Xavier „Xavi” März, pracujący w policji jako śledczy; rozwodnik, ma 10-letniego syna Piliego, który mieszka z jego byłą żoną Klarą
- Rupert Penry-Jones jako kadet-SS Hermann Jost, który przypadkiem jest świadkiem morderstwa Josefa Bühlera
- Michael Kitchen jako SS-Untersturmführer Max Jäger, partner Marcha
- Clare Higgins jako Klara, była żona Xaviera Märza
- Jean Marsh jako Anna von Hagen, aktorka i kochanka Frantza Luthera
- Clive Russell jako Karl Krebs, agent Gestapo
- Bobby Mason jako Eisler

### Historyczne
- John Shrapnel jako SS-Obergruppenführer Odilo „Globus” Globočnik
- Peter Vaughan jako SS-Oberstgruppenführer Arthur Nebe
- John Woodvine jako Martin Franz Julius Luther, dyplomata i Radca Ministra Spraw Zagranicznych Joachima von Ribbentropa; jako przedstawiciel MSZ brał udział w konferencji Wannsee, na której zaplanowano ostateczne rozwiązanie kwestii żydowskiej
- Rudolph Fleischer jako Adolf Hitler